# Modus tollendo ponens
En lògica, el  sil·logisme disjuntiu , històricament conegut com a  modus tollendo ponens  (en llatí, 'manera que negant afirma') o  MTP , és una forma vàlida d'argument:
O és el cas que A, o és el cas que B
No A
Per tant, B
Per exemple, un raonament que segueix la forma del sil·logisme disjuntiu podria ser:
O és de dia o és de nit.
No és de dia.
Per tant, és de nit.
Una altra manera de presentar el sil·logisme disjuntiu és:
{\displaystyle {\begin{array}{r}A\lor B\\\neg A\\\hline B\end{array}}}
I encara una altra manera és a través de la notació del càlcul de seqüent:
{\displaystyle (A\lor B),\neg A\vdash B}
A lògica proposicional la seva representació seria la següent: {\displaystyle [(p\lor q)\And \neg p]\supset q}